# Erbaun
Erbaun is een bestuurslaag in het regentschap Kupang van de provincie Oost-Nusa Tenggara, Indonesië. Erbaun telt 1419 inwoners (volkstelling 2010).